# 소니 코리아
소니 코리아(Sony Korea) 혹은 소니 인터내셔널 코리아(Sony International Korea)는 다국적 전자제품 제조업체인 소니의 한국 법인이다.

## 역사
1990년 소니 인터내셔널 코리아로 국내에 처음 창립되었다.
2010년 2월 27일, 키자니아 서울에 '포토 스튜디오' 체험관을 개장하였다.
2012년 1월 4일, 2009년부터 대한민국에서 휴대폰 사업을 하던 소니 모바일 커뮤니케이션스 코리아를 한국 사업 부진으로 인해 소니 코리아 모바일사업부로 축소 합병하였다.

## 같이 보기
- 소니